# Witno
Witno (deutsch Wittenfelde, Kreis Greifenberg) ist ein Dorf in der polnischen Woiwodschaft Westpommern und gehört zur Gmina Gryfice (Greifenberg) im Powiat Gryficki (Kreis Greifenberg).

## Geographische Lage
Witno liegt drei Kilometer nördlich der Woiwodschaftsstraße 105 von Świerzno (Schwirsen) nach Gryfice (Greifenberg) und ist über den Abzweig Stuchowo (Stuchow) zu erreichen. Zu den Kreisstädten Gryfice bzw. Kamień Pomorski (Cammin) sind es 16 bzw. 19 Kilometer, und die Ostseeküste bei Pobierowo (Poberow) ist 18 Kilometer entfernt.
Eine Bahnanbindung besteht seit Aufgabe der Bahnstrecke Greifenberg-Horst-Treptow der Greifenberger Kleinbahn mit der Bahnstation Medewitz (heute polnisch: Niedźwiedziska) durch die Polnische Staatsbahn nicht mehr.

## Geschichte
Wittenfelde war zwischen 1816 und 1945 ein Dorf im Landkreis Greifenberg i. Pom. im Regierungsbezirk Stettin der preußischen Provinz Pommern. Es gehörte zum Amts- und Standesamtsbezirk Ribbekardt. Im Jahre 1905 lebten hier 105 Menschen, deren Zahl mit 110 im Jahre 1933 und 104 im Jahre 1939 nahezu gleich blieb.
Seit 1945 ist Wittenfelde unter dem Namen Witno polnisch und gehört als Ortsteil zur Gmina Gryfice (Stadt- und Landgemeinde Greifenberg) in der Woiwodschaft Westpommern (bis 1998 Woiwodschaft Stettin).

## Ortsname
Die deutsche Bezeichnung Wittenfelde kam vor 1945 in Pommern drei Mal vor. Die polnische Namensgebung ist ohne Parallele.

## Kirche

### Dorfkirche
Die ehemals evangelische Wittenfelder Kirche gehörte vor 1945 zu den ansehnlichsten Kirchen im Landkreis Greifenberg i. Pom. Das aus dem 15./16. Jahrhundert stammende Gotteshaus beeindruckte durch sein wertvolles Interieur.
Das Kircheninnere überspannt eine bunte Balkendecke, von der ein Taufengel von 1698 herabschwebt.
Der Altar ist mit üppigem Akanthus versehen. Neben der gemalten Kreuzigung befinden sich zwei manieristische Gestalten des Matthäus und Markus. Als Bekrönung der auferstandene Christus mit der Fahne. Zwei reiche Altarschranken zeigen Engel mit Marterwerkzeugen.
Der Altar ist das Werk des Bildhauers Rosenberg aus Stettin, dessen Schwiegersohn Erhard Löffler der Schöpfer des 23 Meter hohen Altars der Stettiner Jacobi-Kirche war.
Seit Übernahme des Gotteshauses durch die katholische Kirche trägt es den Namen Kościół św. Stanisław Kostka (Hl. Stanisław Kostka).

### Kirchengemeinde
Der kleine Ort Wittenfelde war vor 1945 überwiegend von evangelischen Kirchengliedern bewohnt. Der Ort war Pfarrdorf für das Kirchspiel Wittenfelde, dem die Kirchengemeinde Stuchow (heute polnisch: Stuchowo) zugeordnet war. Eingepfarrt waren außerdem die Orte Kambz (Kępica), Lüttkenhagen (Krzepocin), Medewitz (Niedźwiedziska), Neuhöfe (Osiecze) und Staarz (Starza).
Im Jahre 1940 zählte das Kirchspiel 1.268 Gemeindeglieder, von denen je die Hälfte im Pfarrort bzw. im Filialdorf lebten. Damals gehörte das Kirchspiel zum Kirchenkreis Greifenberg im Ostsprengel der Kirchenprovinz Pommern der Kirche der Altpreußischen Union.
Seit 1945 lebt eine überwiegend katholische Bevölkerung in Witno. Das Dorf ist nicht mehr Pfarrsitz, sondern gehört als Filialgemeinde zur Pfarrei Stuchowo (Stuchow), die zum Dekanat Kamień Pomorski (Cammin) im Erzbistum Stettin-Cammin der Katholischen Kirche in Polen gehört. Hier lebende evangelische Kirchenglieder gehören jetzt zur Pfarrei Stettin in der Diözese Breslau der Evangelisch-Augsburgischen Kirche in Polen. Kirchort ist Trzebiatów (Treptow an der Rega), wo die Johannes-Kirche (vor 1945 altlutherisch) jetzt das evangelische Gotteshaus ist.

### Pfarrer bis 1945
Seit der Reformation und bis zur Vertreibung amtierten in Wittenfeld 22 evangelische Geistliche:
1. Bernhard Pokefitz, bis 1574
2. Georg Vollmar, 1575–1611
3. Joachim Zülich, 1611–1653
4. Joachim Graskrüger, 1654–1678
5. Samuel Hoppe, 1679–1700
6. Petrus Rudolphi, 1701–1708
7. Joachim Ulrich, 1709–1715
8. Daniel Spies, 1716–1719
9. Thomas Hoppe, 1719–1761
10. Lorenz Johann Paul Händel, 1761
11. Gotthilf Daniel Friedrich Schutzius, 1761–1772
12. Paul Gottfried Munkel, 1773–1778
13. Johann Peter Ludwig Munkel (Bruder von 12.), 1779–1785
14. Georg Theodor August Crohn, 1786–1833
15. Ernst Eduard Meyer, 1833–1856
16. Johann Wilhelm Krause, 1857–1875
17. Karl Paul Johannes Schönberg, 1875–1878
18. Ernst Hans Ludwig von Winterfeld, 1878–1892
19. Gustav Anton Ruff, 1892–1911
20. Rudolf Klar, 1912–1927
21. Alfred Pfitzner, 1928–1932
22. Wolfgang Schaeffer, 1938–1945